# 草酸钪
草酸钪是钪的草酸盐，化学式为Sc2(C2O4)3，其六水合物可由氯化钪和过量草酸在稀溶液中于60 °C反应得到。六水合物和氨气反应，可以得到[Sc(NH3)6]2(C2O4)3。
草酸钪高温下分解，生成氧化钪、一氧化碳和二氧化碳。